# Pycnocraspedum squamipinne
Pycnocraspedum squamipinne е вид лъчеперка от семейство Ophidiidae. Видът не е застрашен от изчезване.

## Разпространение и местообитание
Разпространен е в Западна Австралия, Кения, Мозамбик, Нова Каледония, Сомалия и Танзания.
Обитава крайбрежията на морета. Среща се на дълбочина от 200 до 500 m, при температура на водата от 9,2 до 13,5 °C и соленост 34,8 – 35,3 ‰.

## Описание
На дължина достигат до 13 cm.